# Amy Veness
Amy Veness (26 de fevereiro de 1876 – 22 de setembro de 1960) foi uma atriz de cinema britânica. Ela desempenhou o papel de Vovó Huggett na série The Huggetts Trilogy.

## Filmografia selecionada
- Please Help Emily (1917)
- The Brat (1919)
- Hobson's Choice (1931)
- Let Me Explain, Dear (1932)
- A Southern Maid (1933)
- Hawley's of High Street (1933)
- The Old Curiosity Shop (1934)
- Lorna Doone (1934)
- Drake of England (1935)
- Play Up the Band (1935)
- Brewster's Millions (1935)
- Royal Cavalcade (1935)
- Windbag the Sailor (1936)
- King of Hearts (1936)
- The Beloved Vagabond (1936)
- The Mill on the Floss (1937)
- Aren't Men Beasts! (1937)
- The Show Goes On (1937)
- This Happy Breed (1944)
- Oliver Twist (1948)